# Mario Trevi

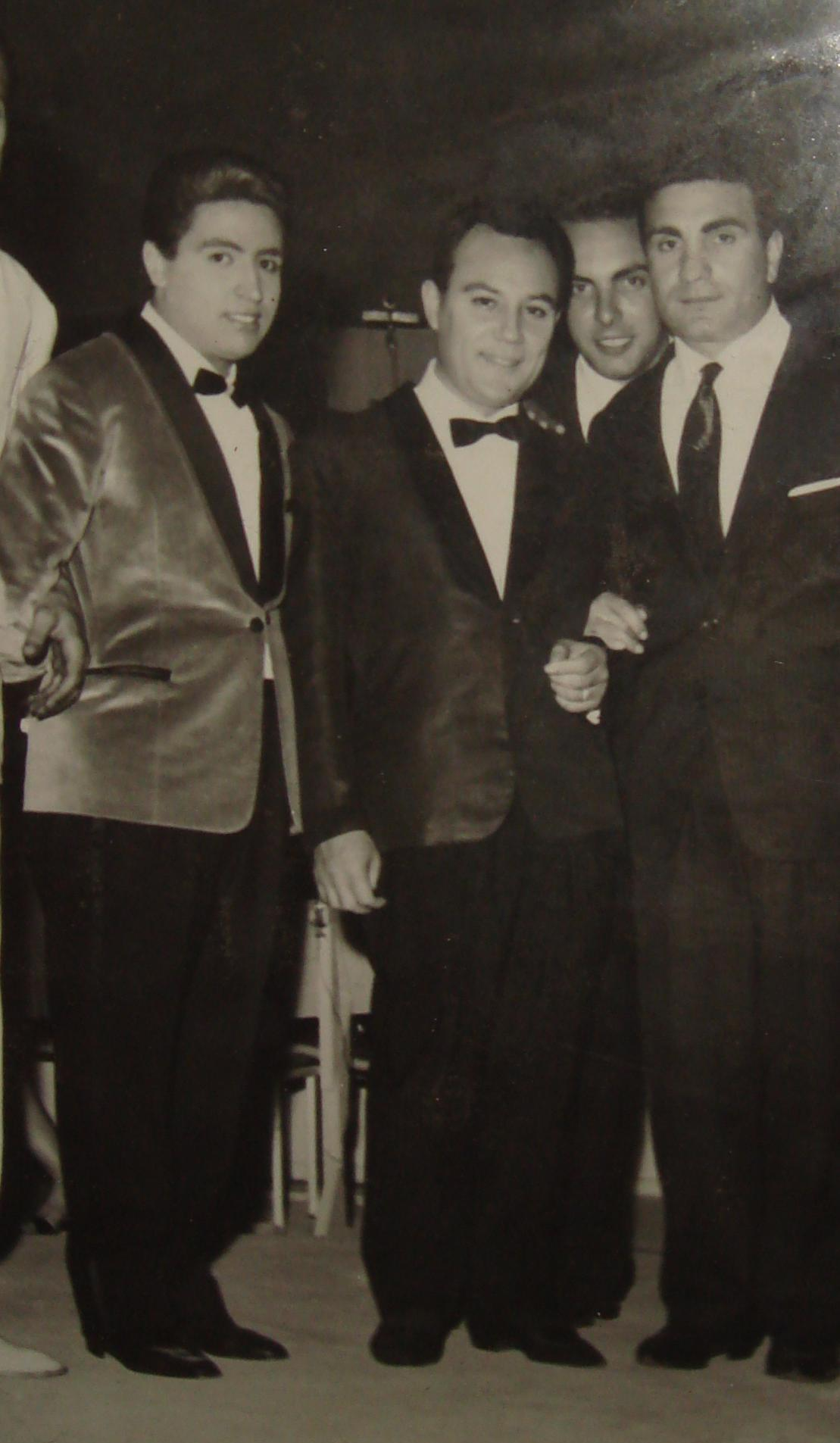
Mario Trevi - Claudio Villa (1962)

Mario Trevi, född som Agostino Capozzi den 2 november 1941 i Melito di Napoli, är en  italiensk sångare och skådespelare. Han är en stor tolkare av napolitansk sång.

## Diskografi
- 1961: Senti Napoli e poi...
- 1961: Naples - Today (London Records)
- 1964: Indifferentemente
- 1964: Mario Trevi con la orquesta de E.Alfieri (Ronde de Venezuela)
- 1965: Canzoni napoletane classiche
- 1966: Canzoni napoletane moderne
- 1970: Mario Trevi & Mirna Doris, Ammore 'e Napule (Fiesta record company)
- 1974: Le disque d’or des Chansons Napolitanes - Mario Trevi (Pickwick Records)
- 1975: Mario Trevi – vol.1
- 1975: Mario Trevi – vol.2
- 1975: Mario Trevi – vol.3
- 1975: Mario Trevi
- 1975: Si me sonno Napule
- 1975: Papà
- 1975:  'Nu telegramma
- 1975: Mario Trevi
- 1976: Mario Trevi recita le sue sceneggiate nel ruolo di 1° attore
- 1976:  'O presepio
- 1977:  'A paggella
- 1977: Senti Napoli e poi... (Sicamericana Sacifi)
- 1978:  'A befana
- 1978: Mario Trevi – 12° volume
- 1979: La sceneggiata napoletana
- 1979:  'E candeline
- 1979: Canzoni di Napoli (Music Hall)
- 1981: Mario Trevi - 14° volume
- 1982: Mario Trevi - 15° volume
- 1983: Mario Trevi - 18° volume
- 1984: Mario Trevi - 19° volume
- 1985:  'Nfizzo 'nfizzo
- 1986: Nun è 'nu tradimento
- 1986: Ancora io
- 1989: I miei successi di ieri... cantati oggi
- 1991: Tu si importante
- 1992: Cento canzoni da ricordare - vol.1
- 1992: Cento canzoni da ricordare - vol.2
- 1992: Cento canzoni da ricordare - vol.3
- 1992: Cento canzoni da ricordare - vol.4
- 1994: Cento canzoni da ricordare - vol.5
- 1994: Cento canzoni da ricordare - vol.6
- 1994: Carezze d'autore
- 1995: ...Pecché te voglio bene
- 1995: ...Niente - Trevi canta Daniele
- 1996: Nustalgia
- 2008: Il capitano e il marinaio
- 2011: Napoli Turbo Folk